# Ricerca full text
La ricerca full text (in italiano: ricerca a testo intero) fa riferimento a quelle tecniche per la ricerca di un documento o di una collezione di essi in una base di dati full text.
La ricerca full text si distingue da ricerche basate su metadati o su parti di testi originali rappresentati nelle basi di dati (come titoli, sommari, sezioni selezionate o riferimenti bibliografici)
In una ricerca full text il motore di ricerca esamina tutte le parole in ogni documento archiviato e tenta di trovare un riscontro secondo determinati criteri (come parole fornite dall'utente).
Questo tipo di ricerca divenne molto comune nelle basi di dati bibliografiche in rete negli anni novanta. Molti siti e applicativi forniscono questo tipo di ricerca.

## Strumenti di interrogazione
- parole chiave
- Ricerca per frase
- Ricerca per concetto
- Ricerca booleana
- Ricerca fuzzy
- Ricerca per metacarattere (wildcard)

## Programmi

### Librerie open source
- Apache Solr
- BaseX
- DataparkSearch
- Elasticsearch
- Ferret
- ht://Dig
- Hyper Estraier
- KinoSearch
- Kopernio
- Lemur/Indri
- Lucene
- mnoGoSearch
- Sphinx
- Swish-e
- Xapian

### Proprietari
- Attivio
- Autonomy Corporation
- BA Insight
- Brainware
- BRS/Search
- Clusterpoint Server
- Concept Searching Limited
- Dieselpoint
- dtSearch
- Endeca
- Exalead
- Fast Search & Transfer
- Inktomi
- Locayta
- Lucid Imagination
- MarkLogic
- Searchdaimon
- Thunderstone Software LLC.
- Vivísimo